# Congedo militare
Il congedo militare è il termine con cui s'identifica la condizione di un individuo che abbia assolto i propri obblighi militari, come ad esempio il servizio di leva militare o la cessazione dal rapporto di servizio come volontario o dal servizio permanente effettivo all'interno delle forze armate.

## Nel mondo

### Italia
Il personale che ha prestato servizio presso le forze armate italiane e in alcuni corpi armati dello Stato senza demerito, mantiene lo status di militare e il grado militare, e dipendono dal Ministero della difesa. I militari in congedo (ad eccezione di quelli in congedo assoluto), possono essere temporaneamente richiamati dalla vita civile e trattenuti in servizio poiché, continuando ad appartenere alle Forze armate, devono obbedire a qualunque ordine pervenga dall'Autorità militare, oppure possono essere sospesi dalle funzioni del grado.
All'atto del congedo, i militari vengono collocati ad una delle seguenti categorie: 
- ausiliaria
- complemento
- congedo illimitato
- riserva
- riserva di complemento
- congedo assoluto

L'ausiliaria riguarda il personale militare collocato nel congedo dal servizio permanente per limiti di età, previsto per il grado rivestito, che manifesta la propria disponibilità ad essere chiamato nuovamente in servizio per lo svolgimento di attività in favore dell’amministrazione di appartenenza o di altre pubbliche amministrazioni statali e territoriali. Il personale militare permane in ausiliaria fino  a  65 anni, se con limite di età per la cessazione dal servizio pari o superiore a 60 anni, ma inferiore a 62 anni; oppure fino a 67 anni, se con limite di età per la cessazione dal servizio pari o superiore a 62 anni e, comunque, per un periodo non inferiore ai 5 anni.
La categoria di complemento riguarda solo gli ufficiali e i sottufficiali che abbiano l'idoneità al servizio incondizionato. Gli ufficiali cessano di appartenere alla categoria di complemento e vengono collocati nella  riserva  di  complemento  quando  raggiunge  i limiti di età in base ai regolamenti della forza armata di appartenenza. La categoria di riserva di complemento riguarda esclusivamente gli ufficiali. Anche i  sottufficiali  cessano  di  appartenere  alla  categoria di complemento per limiti di età, venendo però collocati in congedo assoluto al raggiungimento del sessantesimo anno di età.
Il congedo illimitato riguarda la categoria dei militari di truppa che cessano dal servizio temporaneo come ad esempio il servizio militare o in ferma volontaria breve o in ferma prefissata.
La categoria della riserva comprende il personale militare che avendo cessato a domanda dal servizio permanente o dall'Ausiliaria hanno obblighi di servizio soltanto in tempo di guerra, in casi di emergenza nazionale o di grave crisi internazionale. Il personale militare permane nella riserva sino al raggiungimento di limiti di età dettati dalla legge dopo i quali transita nella categoria del congedo assoluto dove possono essere collocati ancor prima dei predetti limiti di età, qualora i militari non conservino l'idoneità al servizio incondizionato. 
Il congedo assoluto è previsto per i militari alle armi o in congedo illimitato, per età o per inidoneità fisica, ed il personale interessato non è più vincolato ad obblighi di servizio attivo in tempo di pace, in tempo di guerra o di grave crisi internazionale, ma conserva il grado e l'onore dell'uniforme, che può essere indossata in base alle disposizioni di ciascuna delle forze armate italiane o della Guardia di finanza, ed è soggetto alle disposizioni di legge che riguardano il grado e la disciplina.
Il documento con cui si certifica il congedo si suddivide in diverse tipologie:
- Foglio di congedo illimitato provvisorio, ovvero la condizione del militare di leva o di qualsiasi ferma nel periodo di tempo che intercorre fra il reclutamento e l'entrata in servizio.
- Foglio di congedo illimitato, ovvero la fine del servizio di leva o di qualsiasi tipo di ferma o la cessazione del servizio permanente a domanda, senza demerito, e la collocazione nella riserva, con la possibilità di richiamo alle armi del militare congedato da parte dell'amministrazione.
- Foglio di congedo assoluto, ovvero la conclusione definitiva dell'attività militare senza possibilità di richiamo da parte dell'amministrazione, spettante ai militari alle armi o in congedo illimitato, per età o per inidoneità fisica.

Un militare in congedo che viene giudicato colpevole di un reato particolarmente grave, è prevista la pena accessoria della degradazione nel caso di condanna alla pena della reclusione che comporta all’interdizione perpetua dai pubblici uffici, equiparandolo al militare in servizio.